# Сюлескеры
Сюлеске́ры (чув. Сӗлескер) — деревня в Цивильском районе Чувашской Республики. Входит в состав муниципального образования Богатырёвское сельское поселение.

## География
Деревня находится на левом берегу реки Унга, на расстоянии 44 километра от Чебоксар и в 16 километрах от ближайшей железнодорожной станции.

## История
Ранее деревня называлась Сюлискер. В XIX — начале XX века являлась околотком деревни Янорсово. До 1866 года в деревни проживали государственные крестьяне.
До 1927 года деревня относилась к Цивилской волости Цивильского уезда.
Основной экономической деятельности жителей было земледелие, животноводство, колёсный, овчинно-скорняжный, портняжный, сапожно-башмачный промыслы. В конце XIX века в деревне действовало кулеткацкое заведение.
В начале XX века в деревне работала водяная мукомольная мельница.
С 1927 года относилась к Цивильскому району.
В 1931 году образован колхоз «Осоавиахим».

## Демография
Население села равнялось:
| Год  | Крестьянских дворов | Мужчин | Женщин | Всего |
| ---- | ------------------- | ------ | ------ | ----- |
| 1858 |                     | 144    | 194    |       |
| 1897 |                     | 157    | 163    |       |
| 1926 | 76                  | 192    | 200    |       |
| 1939 |                     | 177    | 198    |       |
| 1979 |                     | 108    | 145    |       |
| 2002 | 68                  | 55     | 82     | 137   |

## Инфраструктура
В деревне имеется фельдшерский пункт, магазин.

## Известные люди
В деревне родился художник-ювелир, медальер, геральдист В. В. Николаев.